# 音と光のファンタジー花火inKAGURA
音と光のファンタジー花火inKAGURA	（おととひかりのファンタジーはなびインカグラ）は、1989年から2023年まで北海道旭川市で開催されていた花火大会。

## 概要
旭川市商工会の職員が中心となって、旭川市神楽でも花火を上げようと企画された。
通常の花火大会と違い、自らの手で手作りの花火大会を行いたいと、旭川南商工会青年部の職員が自ら花火師の資格を取得して、1988年に営林局野球場(現・大雪アリーナ)において14発の花火の打ち上げが行われた。
これが花火inKAGURAの前哨と言われる。
第1回は、1989年（平成元年）に行なわれ、途中コロナ禍による中止を経て、2023年まで35年間で33回行われた。
日程は、お盆に帰省する人に見てもらいたいと例年8月14日に固定して行われた。

## 催し物
- 露店
- ステージイベント
- 花火打ち上げ
- 見本林等のライトアップ

## 花火打ち上げ数
- 3000発
  - 32回と33回大会は、約1000発。

## 歴史
- 1989年（平成元年） 第1回大会が行なわれる。
- 1998年（平成10年） 第10回大会開催
- 2008年（平成20年） 第20回大会開催
- 2018年（平成30年） 第30回大会開催
- 2020年（令和2年） 新型コロナ感染拡大により、初の中止[4]。
  - これまで雨天でも中止されたことは、なかった。
- 2021年（令和3年） コロナ禍の影響で2年連続の中止[4]。
- 2022年（令和4年） 3年ぶりに第32回大会開催も大幅に規模が縮小される。
  - 露店やステージイベントは、中止。花火の打ち上げのみ行なわれる[4]。
  - 花火の打ち上げも約15分に短縮。
- 2023年（令和5年）第33回 前年同様、花火の打ち上げのみ行なわれる[4]。
  - 実行委員会より職員の高齢化や人手不足、協賛金の減少などにより、33回大会をもって終了することが発表された[5]。

特に人手不足は、深刻で　開始当初40人以上いたスタッフも近年は、10人以下となっている。